# 前田幸市郎
前田 幸市郎（まえだ こういちろう、1921年（大正10年）6月16日 - 1989年（平成元年）9月18日）は東京都出身の指揮者、大学教授。

## 生涯
東京都生まれ。加賀前田家の支藩である富山藩の前田家、男爵前田利功の三男。
1942年東京音楽学校（現東京藝術大学）声楽科卒業。同研究科にて指揮法を学ぶ。橋本國彦、尾高尚忠、クルト・ヴェスに師事。
NHK交響楽団、東京混声合唱団、神奈川フィルハーモニー管弦楽団等を指揮。
また東京室内混声合唱団、東京大学音楽部コールアカデミーなどの指導に当たった。
教育者として、山形大学、横浜国立大学、東京音楽大学にて教鞭をとった。
息子にチェロ奏者・上野学園大学教授の前田幸康がいる。